# Kunság (vignoble)
Kunság est une région viticole hongroise située dans les comitats de Pest et de Bács-Kiskun, dans la région naturelle du Kunság.